# Сенокос (Благоєвградська область)
Сеноко́с (болг. Сенокос) — село в Благоєвградській області Болгарії. Входить до складу громади Сімітлі.

## Населення
За даними перепису населення 2011 року у селі проживали 40 осіб, з них 35 осіб (92,1%) — болгари.
Розподіл населення за віком у 2011 році:
Динаміка населення: